# Râul Păuca
Râul Păuca este un curs de apă, afluent al râului Secaș. 